# Фаркаш, Балаж
Ба́лаж Фа́ркаш (венг. Farkas Balázs; род. 24 апреля 1988, Ньиредьхаза) — венгерский футболист, нападающий

## Биография
Универсальный футболист, в основном играет в нападении, но способен сыграть полузащитника.
В высшей лиге чемпионата Украины за «Динамо» провёл 5 матчей. В Кубке Украины за «Динамо» провёл 1 матч. В начале 2008 года получил тяжёлую травму. После травмы впервые вышел на поле 11 апреля 2009 года в составе молодёжной команды «Динамо». 23 июня 2010 подписал контракт с чемпионом и обладателем Кубка Венгрии — «Дебреценом». В 2013 году перешёл в ещё один венгерский клуб — «Дьёр», где из-за травмы практически не играл и спустя два года перебрался в команду «Балмазуйварош», выступающую во втором венгерском дивизионе.

## Достижения
- Чемпион Украины 2007
- Обладатель Суперкубка Украины: 2007
- Чемпион Венгрии 2012
- Обладатель Кубка Венгрии: 2011/12, 2012/13